# リュシアス
リュシアス（古希: Λυσίας, Lysias, 紀元前445年頃 - 紀元前380年）は、古代ギリシアの弁論作者（ロゴグラフォス）で、アッティカ十大雄弁家の一人。アテナイで活躍した。

## 生涯
アテナイの在留外国人であるメトイコイの家庭に生まれる。父のケパロスはシケリア（シュラクサイ）出身で、ペリクレスに説得されてアテナイに移住した。家庭は裕福でリュシアスには2人の兄弟がおり、高い教育を受けて育った。
紀元前443年に兄弟とともに南イタリアに建設された植民都市トゥリオイに移住する。トゥリオイで弁論術を教えるが、ペロポネソス戦争（紀元前431年 - 紀元前404年）でアテナイのシケリア遠征が失敗するとトゥリオイは情勢不安定となる。反アテナイの勢力によってリュシアスたちは追放され、アテナイへ戻った。
アテナイに戻ったのちはペイライエウスで楯の製作所を経営しつつ、弁論作者として活動を始める。しかしペロポネソス戦争の敗北によって成立した寡頭政の三十人政権によって財産を没収され、リュシアスはメガラへ亡命したが、兄弟は逮捕されて兄のポレマルコスは殺害された。アテナイで民主派と寡頭派の内戦が始まると、リュシアスは民主派に傭兵300人を送って2000ドラクマの資金援助も行い、内戦が終結して和解交渉が始まった頃にアテナイに戻った。内戦の和解交渉が始まった時期にリュシアスはアテナイのペイライエウスに戻ったとされており、イソテレイアを認められた。三十人政権に没収された財産は戻って来なかったが、リュシアスはアテナイで生活を続けることを選び、再び弁論作者として活躍した。

## 作品
リュシアスの弁論作品は、写本で伝わった31篇、他の著作家によって伝わった4篇が存在する。かつては400篇を超える作品がリュシアス作として存在していた。現存するリュシアスの作品は、ほとんどが民主政復活後の紀元前403年以降に書かれたものである。リュシアス自身は内戦で民主派を支援したが、寡頭派の人々の弁論作成も引き受けている。リュシアス自身が演説をした弁論は『弁論第12番（エラトステネス告発）』だけであり、これは三十人僭主の一人であるエラトステネスを攻撃した内容である。
リュシアスの弁論術（レートリケー）はアテナイで高く評価された。そのため、プラトンの『国家』と『パイドロス』にもリュシアスが言及されている。他方、リュシアスの弁論には政治への無関心や私事への逃避を支持するような内容も存在する。アテナイでは、こうした政治的な物事を回避して私生活でも関わりを避ける姿勢はアプラグモシュネ（消極主義）とも呼ばれ批判の対象にもなった。

## 史料
リュシアスについて伝える史料は、自身による弁論の他に、プラトン『国家』と『パイドロス』、ハリカルナッソスのディオニュシオスの執筆した伝記、伝プルタルコスの『10人の弁論家の生涯—リュシアスの部』がある。